# NGC 7709
NGC 7709 (również PGC 71828) – galaktyka soczewkowata (SB0), znajdująca się w gwiazdozbiorze Wodnika. Odkrył ją Lewis A. Swift 21 października 1886 roku.